# Philosepedon beaucornui
Philosepedon beaucornui är en tvåvingeart som beskrevs av Vaillant 1974. Philosepedon beaucornui ingår i släktet Philosepedon och familjen fjärilsmyggor. Inga underarter finns listade i Catalogue of Life.